# Gerhard Remsich

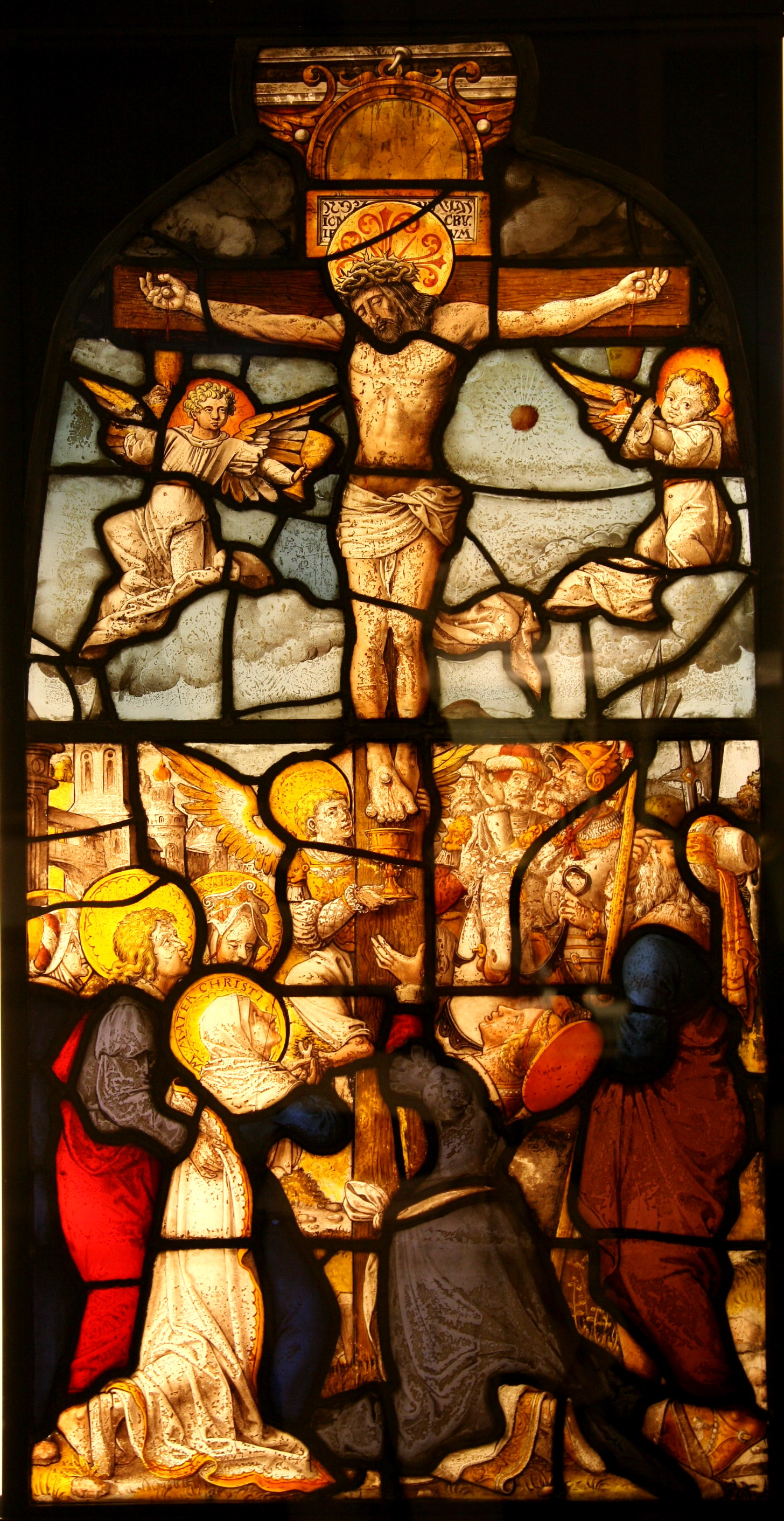
Christus am Kreuz, 1539/40 geschaffen für den Kreuzgang des Klosters Steinfeld, heute im Victoria and Albert Museum in London

Gerhard Remsich (* Ende des 15. Jahrhunderts; † 16. Jahrhundert), auch Gerhard Remisch geschrieben, war ein Maler und Glasmaler in Köln.
Von 1520 bis 1530 schuf er einen Teil der Fenster im Kloster Mariawald. Von 1522 bis 1558 schuf Gerhard Remsich die Fenster im Kreuzgang des Klosters Steinfeld, die zum Teil heute im Besitz des Victoria and Albert Museums in London sind.